# Makur Village
Makur Village är en ort i Mikronesiska federationen.   Den ligger i kommunen Makur Municipality och delstaten Chuuk, i den västra delen av landet, 900 km väster om huvudstaden Palikir. Makur Village ligger 11 meter över havet och antalet invånare är 156.
Terrängen runt Makur Village är mycket platt.  Det finns inga andra samhällen i närheten. 